# 澳大利亞瓣棘單棘魨
澳大利亞瓣棘單棘魨，為輻鰭魚綱魨形目鱗魨亞目單棘魨科的其中一種，為溫帶海水魚，東印度洋的澳洲南部及塔斯馬尼亞島海域，棲息深度2-15公尺，體長可達30公分，棲息在海草床及岩礁區，生活習性不明。